# Río Bloody
El Río Bloody (en inglés: Bloody River, literalmente el Río Sangriento) o el Río del Fuerte Stone; (Stone Fort river) es un río o ghaut (llamado así localmente) en San Cristóbal (Saint Christopher Island, una isla en el Mar Caribe), que se inicia desde la Cordillera Oriental Sur (South East Range), fluye al oeste de la localidad de Challengers y sale en el Bloody Point en el país antillano de San Cristóbal y Nieves (Saint Kitts and Nevis). Además, es donde 2.000 indígenas kalinagos fueron masacrados y la sangre corrió por el río durante tres días en 1626.